# Świercze (województwo śląskie)
Świercze – osada leśna w Polsce położona w województwie śląskim, w powiecie kłobuckim, w gminie Miedźno.